# Duel à Barranquilla
Duel à Barranquilla est le cinquante-septième roman de la série SAS, écrit par Gérard de Villiers, publié en 1980 chez Plon / Presses de la Cité. Comme la plupart des romans de la série SAS publiés au début des années 1980, le roman a été édité à 200 000 exemplaires lors de sa sortie.
L'action du roman se déroule en 1980 en Colombie (et spécialement à Bogota et Barranquilla).
Le « duel » indiqué dans le titre est celui entre Malko Linge et le narcotrafiquant Esteban Contador, personnage de fiction évoquant Pablo Escobar.

## Résumé
Le récit débute par l'exécution de deux passeurs de drogue, dont l'un travaillait en réalité pour la DEA et l'autre pour la CIA américaines. La CIA demande alors à Malko Linge de se rendre en Colombie pour résoudre le problème suivant : les services secrets cubains se sont alliés au mouvement marxiste M-19, et peut-être aux FARC, pour vendre des armes aux narcotrafiquants, tandis que ces derniers leur fourniront de la cocaïne, qui sera revendue aux États-Unis avec un important bénéfice. La CIA et la DEA pensent que le narcotrafiquant à l'origine de ces meurtres est Esteban Contador, dit El Gordo (« le Gros »), et que l'agent cubain responsable de la livraison d'armes est Juanita Cayon (« La Loca »), une révolutionnaire exaltée. Celle-ci rencontre et a une relation sexuelle avec son amant, le riche Juan-Carlos Laureles, qui par la suite sera arrêté et mourra lors d'un interrogatoire. 
Malko arrive donc à Bogota et entre en contact avec un correspondant de la DEA, Gilda Romero. Cette dernière désigne Juan-Carlos Laureles à Malko, juste avant son arrestation. Puis Malko rencontre le général Oscar De La Neva, chargé d'une unité politico-militaire spéciale, le BIM. Or le BIM vient d'arrêter Juan-Carlos Laureles, suspecté de travailler en lien avec les narcotrafiquants. Juan-Carlos meurt durant l'interrogatoire, quasiment sous les yeux de Malko. Lorsque Juanita Cayon apprend la mort de son amant, elle fait le lien (erroné) avec l'arrivée de Malko, et décide de le venger en tuant Malko. 
Gilda Romero présente à Malko l'une de ses amies, Tina Estoril. Celle-ci est une employée de Diego Castellana, qui est le chef d'un des plus grands réseaux de narcotrafic de Colombie, et qui se présente à Malko comme étant « l'oncle » éploré de Juan-Carlos Laureles. Il déclare à Malko qu'il souhaite venger la mort de son « neveu » et propose son aide à Malko. En fait, il veut se venger de ceux qui ont dénoncé Juan-Carlos au BIM et qui ont pillé l'un de ses laboratoires de fabrication d'héroïne (M-19 et FARC). Malko est mis en relation avec Pépé Gutierrez, un « policier pas trop véreux » qui a toujours réussi à ne pas se compromettre avec les narcotrafiquants. Malko se rend avec Tina à Barranquilla. Esteban Contador donne une fête, et il est, avec son fils « Esteban Junior », le roi de la fête. Le gouverneur de la province, Miguel San Martin, est à ses ordres, et la femme du gouverneur, Maria, est obligée d'avoir des relations sexuelles avec Esteban Contador. Peu après celui-ci envoie un tireur d'élite pour assassiner Malko et tuer Pépé Gutierrez. Ce dernier est d'ailleurs effectivement assassiné en pleine rue. Malko, dès son arrivée à Barranquilla, contacte le général Peredo, chef du F.2 (service qui lutte contre la drogue en Colombie) de la région de Barranquilla. Or Peredo a été acheté par Esteban Contador, si bien qu'il refuse de mettre à la disposition de Malko un avion ou un hélicoptère pour faire un vol de reconnaissance sur la zone « occupée » par Esteban Contador. Malko en est réduit à louer un Piper. Quand son avion survole la zone en question, il est accueilli par un tir nourri de mitrailleuse des « Marimberos » (narcotrafiquants). 
De fil en aiguille, Malko poursuit son enquête mais il est attaqué par les hommes de Contador. Il riposte en enlevant le fils du narcotrafiquant. Le roman se conclut par une fusillade dans un hôtel où était retenu Esteban-junior, par la mort de Tina Estoril et d'Esteban Contador. Peu après, alors que Juanita Cayon quitte Barranquilla à bord d'un avion, ce dernier explose en vol.

## Intérêt du roman
Le roman est digne d'intérêt et d'attention pour deux séries de raisons :
- d'une part, il montre l'intrication des intérêts des différentes factions en Colombie : militaires et policiers honnêtes, peu nombreux, qui n'ont aucun succès et qui sont tués, tel Pépé Gutierrez ; militaires ou hommes politiques en liens avec les narcotrafiquants ; mouvements marxistes qui se livrent au narcotrafic. La DEA est totalement impuissante à faire cesser le trafic, et Malko trouve bien peu d'alliés dans sa lutte contre Esteban Contador et les mouvements marxistes.
- d'autre part, il respecte les règles de composition habituelles des SAS : introduction violente (double assassinat), développement actif entrecoupé de violences (assassinats ciblés, meurtres sous l'effet de la colère[1], enlèvement d'enfant, tortures[2], fusillade) et de scènes sexuelles[3], fin de roman sans illusion. Comme souvent dans les SAS, la femme courageuse qui est venue en aide à Malko meurt de façon violente à la fin de l'histoire. Si les « méchants » sont bien identifiés (marxistes du M19 et FARC), les « gentils » ne le sont pas tant que ça, dans la mesure où la Colombie est gangrenée par la corruption.

## Autour du roman
Ce ne sera pas la première et dernière fois que Malko se sera rendu en Colombie ; il y retournera dans Cauchemar en Colombie (SAS no 97 - 1989), où il contribuera à éliminer Pablo Escobar, puis de nouveau dans Ramenez-les vivants (SAS no 153 - 2004).
Dans le roman, le « méchant » du roman est surnommé El Gordo (le Gros), ce qui n'est pas sans rappeler le surnom d'un véritable baron de la drogue sud-américain, Joaquín Guzmán dit El Chapo (le Petit).